# Jorge Batlle
Jorge Luis Batlle Ibáñez (Montevideo, 25 ottobre 1927 – Montevideo, 24 ottobre 2016) è stato un politico uruguaiano.
È stato presidente dell'Uruguay dal 1º marzo 2000 al 1º marzo 2005 avendo vinto le elezioni generali del 1999.